# Sancho (obispo)
Sancho I (¿? - ¿?) fue  obispo de Oviedo desde el año 1349 hasta 1369. Durante su pontificado se refugió en Asturias, en el año 1352, el Infante Enrique de Trastámara y Señor de Noreña, que era hijo bastardo del rey Alfonso XI con doña Leonor de Guzmán, el cual se enfrentó contra el rey D. Pedro pero este cercó la ciudad de Gijón, la hizo capitular y obligó al Infante a rendirle pleitesía.
Sin embargo, el Infante triunfó más tarde y obtuvo la corona de Castilla. Ante esta situación, el obispo Sancho I medió para que se mantuviera abierta la puerta de La Noceda en la carretera de Gijón mientras estuviera también abierta la de Cimadevilla. Durante este periodo Asturias y sobre todo Oviedo fueron leales al rey D. Pedro que vino a estas tierras persiguiendo al Infante Enrique de Trastámara.
El obispo Sancho I dio la encomienda de la zona de Ribadeo y Castropol a Álvaro Pérez Osorio.

| Predecesor: Alonso II | Obispo de Oviedo 1349 - 1369 | Sucesor: Alonso III |